# Broadstairs and St Peter's
Broadstairs and St Peter's är en civil parish i grevskapet Kent i sydöstra England. Den ligger i distriktet Thanet och utgörs av samhällena Broadstairs, St Peter's och Westwood. Civil parishen hade 25 116 invånare vid folkräkningen år 2021.